# Gregorio (prefetto del pretorio d'Africa)
Gregorio (latino: Gregorius; fl. 336-337) è stato un politico romano, prefetto del pretorio d'Africa dal 336 al 337.
Prese misure contro i Donatisti.